# LDPlayer

LDPlayer-Logo

LDPlayer ist ein kostenloser Emulator für die Ausführung von Android-Anwendungen auf einem Windows-Computer. Ohne komplizierte Schritte kann man damit fast alle Google-Play-Anwendungen auf PC verwenden. Er basiert auf VirtualBox im Headless-Modus.

## Funktionen

### Android-System auf PC
LDPlayer, als ein Android-Emulator, simuliert das Android-System auf einem Windows-Computer. Daher ist es möglich, dass man die Android-Apps (Spiele zuzüglich) auf PC verwenden kann. Mit Maus und Tastatur ermöglichen LDPlayer Multi-Touch und Bewegungssteuerung bei verschiedenen Apps.

### Extra-Funktionen
Weil die meisten Android-Emulatoren in erster Linie von Gamern genutzt werden, sind sie mit vielen Funktionen neben Tastaturbelegung ausgestattet. Wie andere Android-Emulatoren auf dem Markt, bietet LDPlayer auch die extra-Funktionen wie Multi-Instanz, Synchronizer, Video-Recorder, Makro-Editor usw. 
Multi-LDPlayer ist der Manager von Multi-Instanzen. Er bezieht sich auf die Erstellung, Löschung oder Einstellung aller Instanzen. Damit können Android-Spiele gleichzeitig auf einem PC laufen. Und mithilfe des Synchronizers wird Multi-LDPlayer effektiver.

### Pro-Version
LDPlayer bietet der normalen Version auch eine Pro-Version. Alle Funktionen bei LDPlayer sind kostenlos verwendbar. Aber es gibt Werbung bei der gratis-Verwendung. Bei Pro-Version gibt es keine Werbung.

## Nachteile und Kritik

### Nachteile
- Geschlossener Quellcode.
- Die Systemanforderungen sind hoch.
- Um 3D-Spiele zu unterstützen, wird eine Grafikkarte mit mindestens 512 MB RAM und ein Pentium-IV-Prozessor oder höher benötigt.
- Virtualisierungsunterstützung ist erforderlich, um die Leistung zu verbessern.

### Kritik
LDPlayer wird für seine gebündelte Werbung kritisiert, obwohl es einen Hinweis vor der Installation gibt. Wie alle anderen Android-Emulatoren, leidet LDPlayer auch an großem Zweifel an der Sicherheit, z. B. der Schutz von Privatsphäre usw. Aber es gibt auch die Meinung, dass die Verwendung von LDPlayer sicher sei.

## Geschichte
LDPlayer startete im Jahr 2018 die weltweite Erweiterung mit LDPlayer 3. LDPlayer 3 ist die erste Version, und sie basiert auf Android 5 OS. Mit der Popularität von Free Fire und mit besserer Anpassung erzielte die Verbreitung von LDPlayer einen großen Erfolg. Um die Kompatibilität mit anspruchsvollen Spielen zu optimieren und neue Funktionen hinzuzufügen, erschien Anfang 2021 LDPlayer 4, was die neue Version von LDPlayer ist und auf Android 7 basiert. Eine neue Version nach dem Vorbild von Android 9 wurde im August 2022 veröffentlicht.

## Ähnliche Produkte
- Anbox
- Android-x86
- Genymotion
- BlueStacks
- Noxplayer
- MEmuplay
- MuMu Player